# Kateřina Bobková-Valentová
Kateřina Bobková-Valentová, roz. Bobková (* 4. července 1971, Liberec) je česká historička.

## Životopis
Vystudovala historii a latinu na Filozofické fakultě Univerzity Karlovy v Praze (1989–1996), kde následně na Ústavu hospodářských a sociálních dějin absolvovala také doktorské studium (1996–2000). Působí jako vědecká pracovnice v oddělení raného novověku Historického ústavu Akademie věd ČR. V roce 2006 získala Cenu rektora UK za knihu Každodenní život učitele a žáka jezuitského gymnázia.
Odborně se zaměřuje na české církevní dějiny raného novověku, zejména na řeholní řády, vzdělanost a vzdělávací instituce, neolatinistiku a na raněnovověké školské divadlo.